# Fredrik Huldt
Fredrik Andreas Huldt, född 23 april 1974 i Skellefteå, är en svensk motorjournalist.
Huldt började sin karriär som motorjournalist på motorcykeltidningen Bike. Sedan 2003 har Huldt medverkat i TV-produktioner med motorinriktning med början i Prestanda på TV3 tillsammans med Gry Forssell. Programmet Motor på Kanal 9 leds av Fredrik Huldt med TV-snickaren Mattias Särnholm. Huldt har även gjort inslag om Formel 1 för TV4-sporten när TV4 ägde sändningsrättigheterna till Formel 1 i Sverige; senare var han med som expertgäst i Viasats Formel 1-studio. Han har även skrivit artiklar åt Auto Motor & Sport.
Fredrik Huldt inriktar sitt arbete på provkörningar av extrema sportbilar och tävlingsbilar. Han var den första svenska programledare att testa en Formel 1-bil och första journalist i världen att testa Mini John Cooper Works WRC.

## TV-program (urval)
- Prestanda, TV3
- Autobahn, Kanal 5
- Finnkampen Motor, TV4 Plus
- Auto Motor & Sport webb-tv/Podcast, Egmont
- Studio Formel 1, Viasat Motor
- Gran Turismo[6], TV8 & TV10
- MOTOR, Kanal 9